# Ambierle
Ambierle és un municipi francès situat al departament del Loira i a la regió d'Alvèrnia-Roine-Alps. L'any 2007 tenia 1.840 habitants.

## Demografia

### Població
El 2007 la població de fet d'Ambierle era de 1.840 persones. Hi havia 723 famílies de les quals 174 eren unipersonals (81 homes vivint sols i 93 dones vivint soles), 260 parelles sense fills, 248 parelles amb fills i 41 famílies monoparentals amb fills.
La població ha evolucionat segons el següent gràfic:
Habitants censats

### Habitatges
El 2007 hi havia 935 habitatges, 747 eren l'habitatge principal de la família, 118 eren segones residències i 70 estaven desocupats. 849 eren cases i 74 eren apartaments. Dels 747 habitatges principals, 621 estaven ocupats pels seus propietaris, 108 estaven llogats i ocupats pels llogaters i 18 estaven cedits a títol gratuït; 3 tenien una cambra, 36 en tenien dues, 85 en tenien tres, 223 en tenien quatre i 400 en tenien cinc o més. 600 habitatges disposaven pel capbaix d'una plaça de pàrquing. A 301 habitatges hi havia un automòbil i a 384 n'hi havia dos o més.

### Piràmide de població
La piràmide de població per edats i sexe el 2009 era:
| Homes | Edats   | Dones |
| ----- | ------- | ----- |
| 0     | 95 o +  | 0     |
| 4     | 90 a 94 | 8     |
| 4     | 85 a 89 | 8     |
| 12    | 80 a 84 | 8     |
| 28    | 75 a 79 | 56    |
| 48    | 70 a 74 | 52    |
| 52    | 65 a 69 | 64    |
| 32    | 60 a 64 | 20    |
| 44    | 55 a 59 | 48    |
| 108   | 50 a 54 | 76    |
| 52    | 45 a 49 | 72    |
| 96    | 40 a 44 | 64    |
| 44    | 35 a 39 | 84    |
| 16    | 30 a 34 | 40    |
| 36    | 25 a 29 | 52    |
| 40    | 20 a 24 | 12    |
| 72    | 15 a 19 | 60    |
| 80    | 10 a 14 | 64    |
| 52    | 5 a 9   | 44    |
| 36    | 0 a 4   | 28    |

## Economia
El 2007 la població en edat de treballar era de 1.163 persones, 801 eren actives i 362 eren inactives. De les 801 persones actives 734 estaven ocupades (408 homes i 326 dones) i 68 estaven aturades (23 homes i 45 dones). De les 362 persones inactives 155 estaven jubilades, 97 estaven estudiant i 110 estaven classificades com a «altres inactius».

### Ingressos
El 2009 a Ambierle hi havia 746 unitats fiscals que integraven 1.872 persones, la mediana anual d'ingressos fiscals per persona era de 17.031 €.

### Activitats econòmiques
Dels 70 establiments que hi havia el 2007, 6 eren d'empreses de fabricació d'altres productes industrials, 15 d'empreses de construcció, 14 d'empreses de comerç i reparació d'automòbils, 4 d'empreses de transport, 6 d'empreses d'hostatgeria i restauració, 3 d'empreses financeres, 1 d'una empresa immobiliària, 3 d'empreses de serveis, 7 d'entitats de l'administració pública i 11 d'empreses classificades com a «altres activitats de serveis».
Dels 20 establiments de servei als particulars que hi havia el 2009, 1 era una oficina de correu, 3 paletes, 1 guixaire pintor, 4 fusteries, 3 lampisteries, 2 electricistes, 2 perruqueries, 3 restaurants i 1 agència immobiliària.
Dels 6 establiments comercials que hi havia el 2009, 2 eren botiges de menys de 120 m², 1 una fleca i 3 llibreries.
L'any 2000 a Ambierle hi havia 61 explotacions agrícoles que ocupaven un total de 798 hectàrees.

## Equipaments sanitaris i escolars
L'únic equipament sanitari que hi havia el 2009 era una farmàcia.
El 2009 hi havia una escola elemental.

## Poblacions més properes
El següent diagrama mostra les poblacions més properes.

## Vila del llibre
Des de l'any 2007 que hi ha botigues al poble amb aparadors inusuals per als residents perquè estan plens de llibres. De fet, es va crear una associació per promoure la creació d'una vila del llibre ("village du livre" en francès).
El lloc, el patrimoni arquitectònic i la reputació de la ciutat es corresponen perfectament amb el concepte de vila del llibre que, per descomptat, inclou la instal·lació de llibreries i llibreters de segona mà, però també al desenvolupament de tots els negocis i artesans relacionats amb els llibres de qualsevol forma. Aquestes activitats provoquen un nou alè per al poble sempre que els "Ambierlois" es posin d'acord en interessar-se per aquesta aventura. Es tracta doncs de fer venir els proveïdors de llibres a Ambierle. És el que fa l'associació, que inclou 3 llibreters entre els seus membres i que organitza 4 mercats i fires de llibres durant tot l'any. Així doncs, cada vegada més s'ofereixen obres en més àmbits: història, belles arts, literatura, tècnica, còmics ... Finalment, l'associació “Village du livre d'Ambierle” no s'oblida d'introduir als curiosos a les arts dels llibres. Un taller d'enquadernació està obert tots els dilluns del curs escolar. Cada any, artesans o associacions (dauradors, fabricants de paper, gravadors, cal·lígrafs) venen a mostrar el seu coneixement durant un dels mercats de llibres.

## Galeria d'imatges

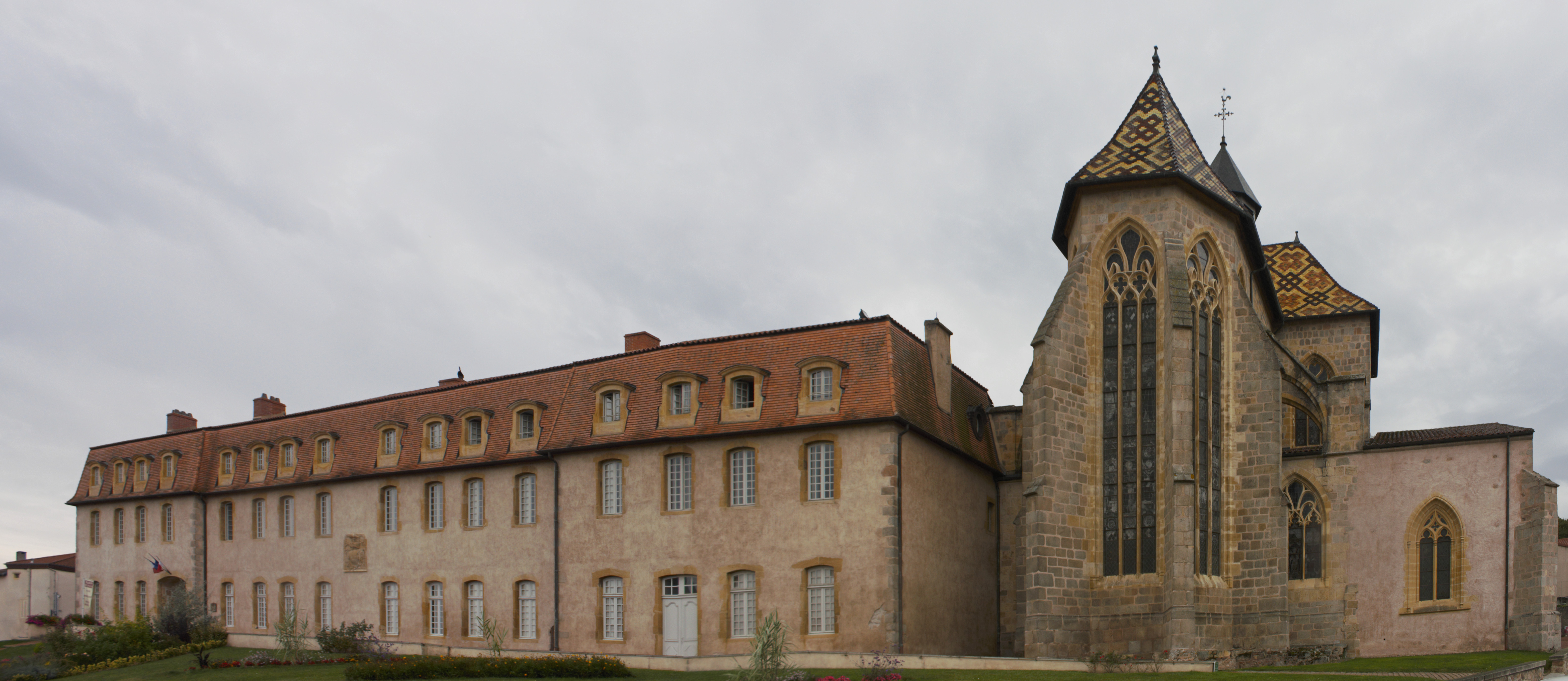
Priorat i església Saint-Martin.
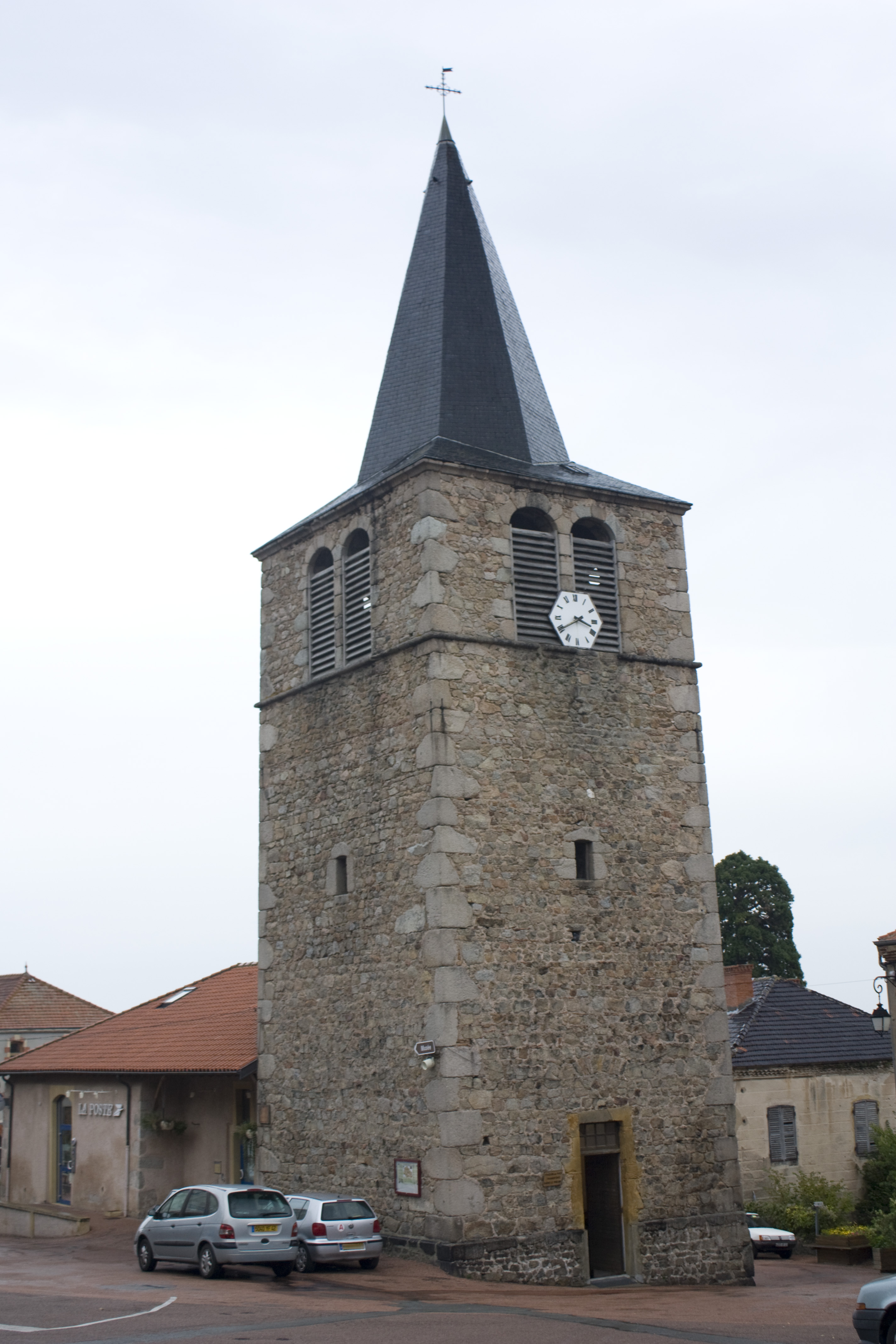
Església Saint-Nizier.
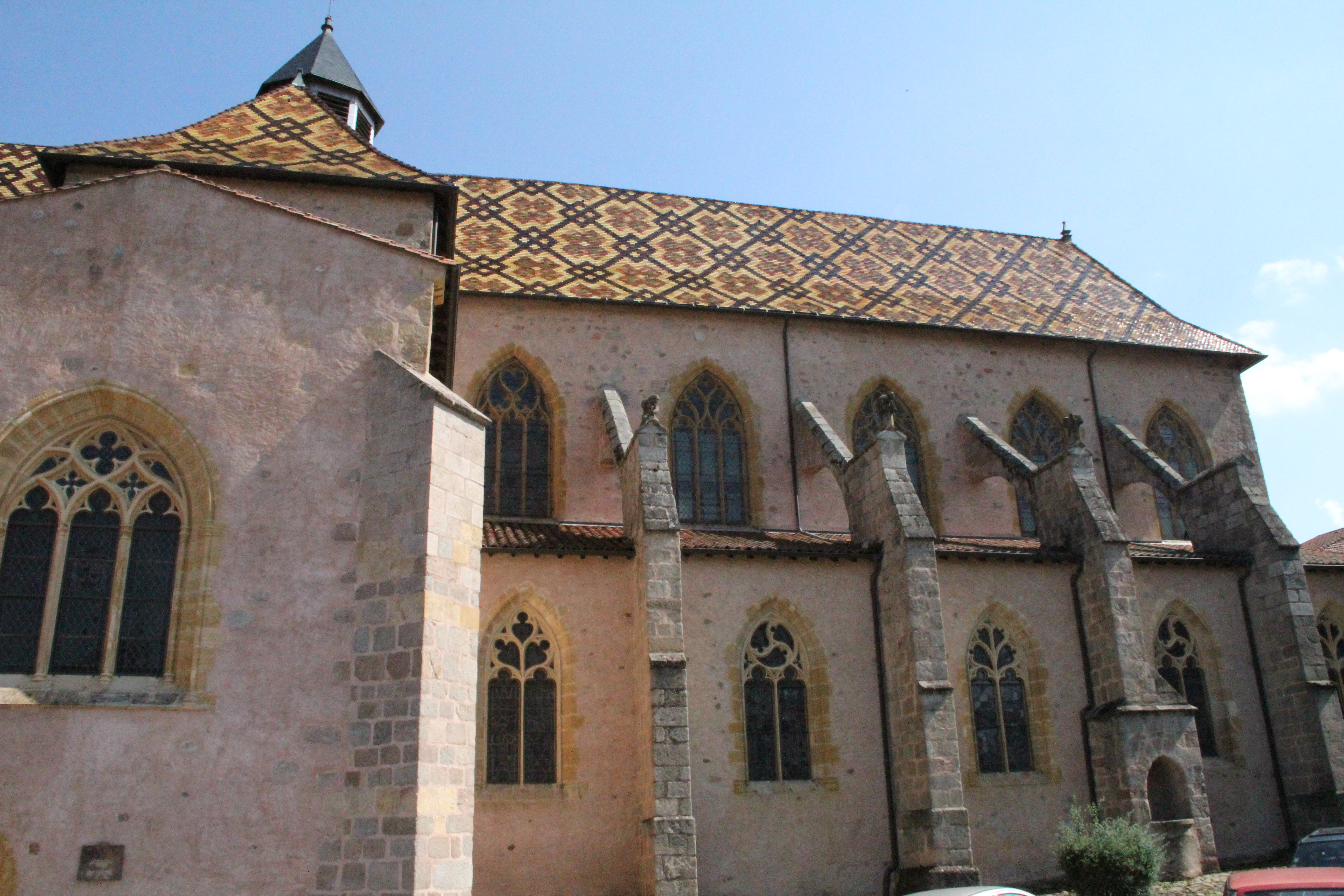
Priorat Saint-Martin.
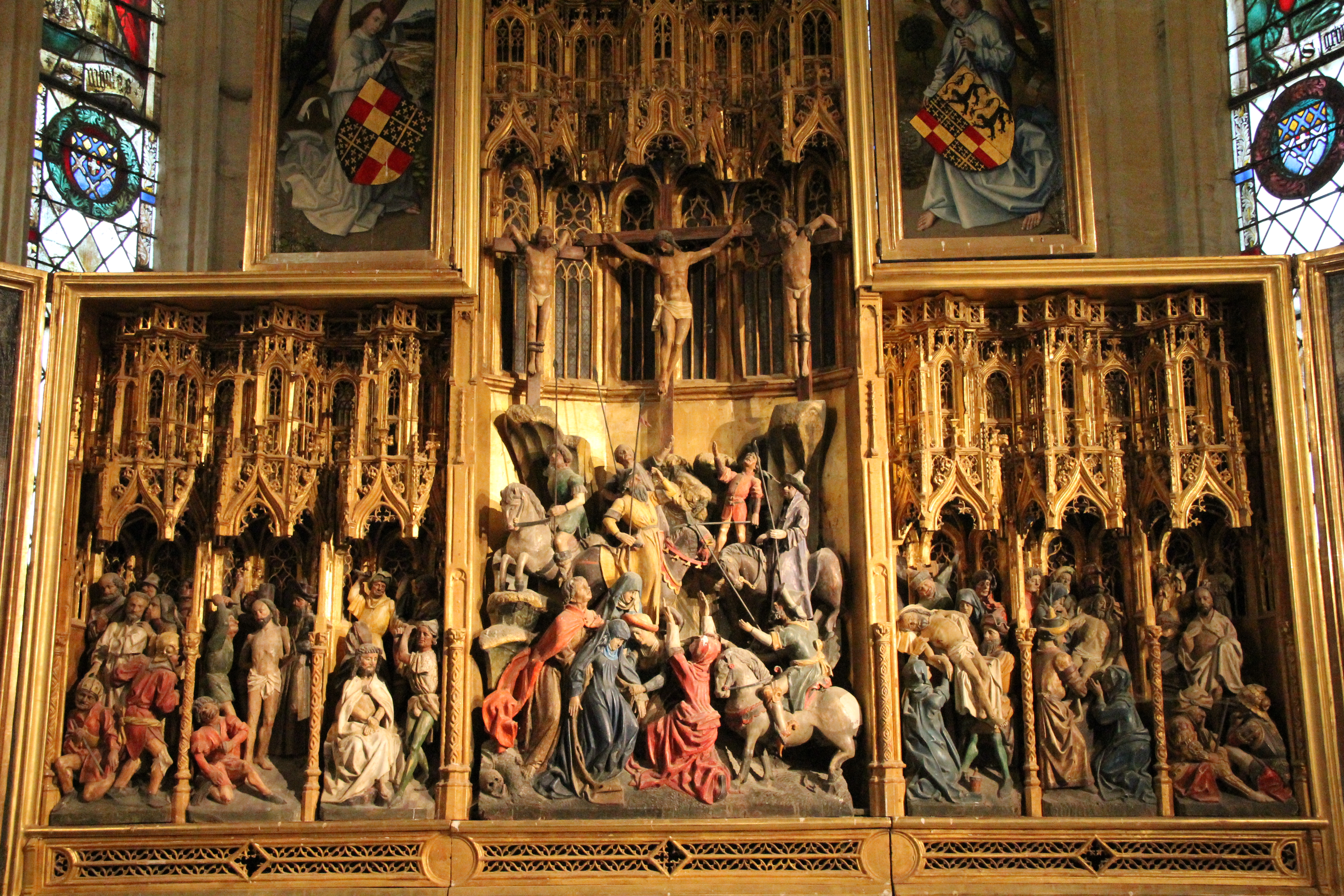
Retaule.
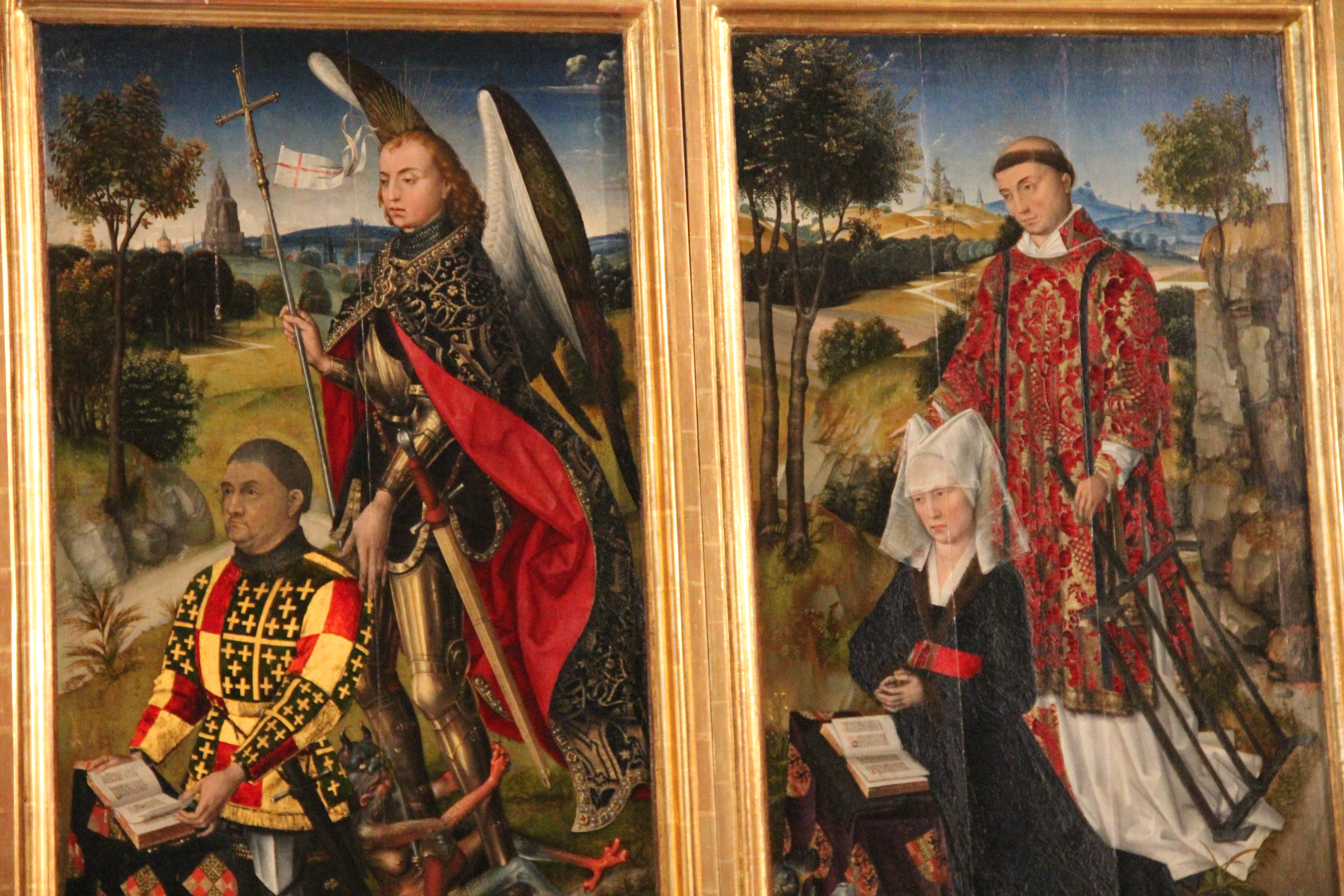
Michel de Chaugy i Laurette de Jaucourt.
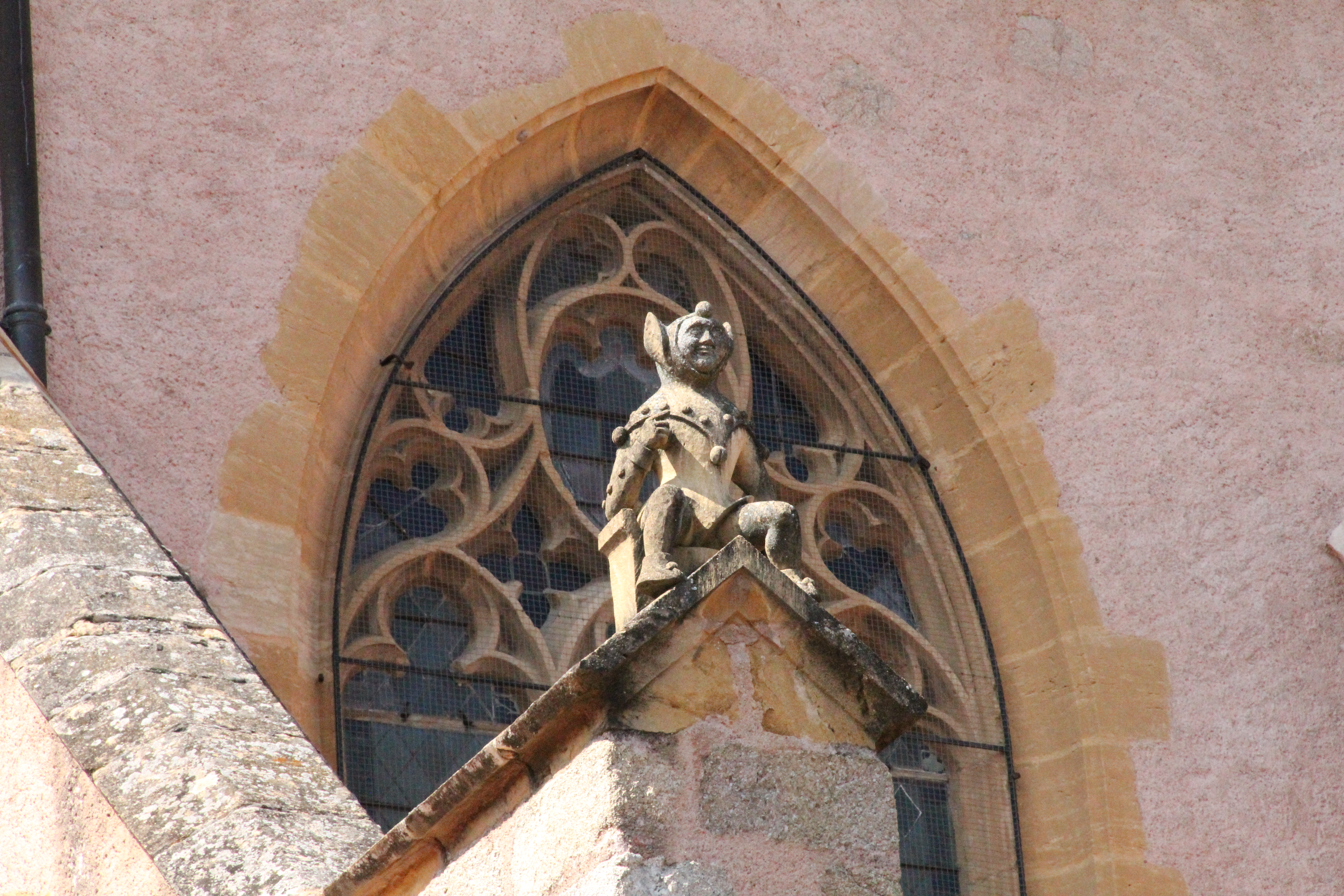
Detall de la façana.